# Віденський інтернаціонал
Міжнародне робітниче об'єднання соціалістичних партій (також відоме як 2½-й інтернаціонал або Віденський інтернаціонал) — політичний інтернаціонал соціалістичних партій. Один із уламків Другого інтернаціоналу, який у політичному спектрі знаходився між Бернським інтернаціоналом праворуч і Комінтерном ліворуч. Увійшов до Соціалістичного робітничого інтернаціоналу.

## Заснування
Двосполовинний інтернаціонал був заснований 22—27 лютого 1921 року у Відні (Австрія) на міжнародній конференції соціалістів з різних країн. Його засновниками стали десять партій, зокрема Незалежна соціал-демократична партія Німеччини, Французька секція Робітничого інтернаціоналу, Незалежна лейбористська партія, Соціал-демократична партія Швейцарії, Соціал-демократична партія Австрії, Федерація румунських соціалістичних партій (відколи від Соціалістичної партії Румунії), а також російські меншовики та есери в еміграції. У квітні 1921 року до нього приєдналася Іспанська соціалістична робітнича партія, а потім і максималістська фракція більшості Італійської соціалістичної партії.

## Члени
Секретарем Віденського інтернаціоналу був Фрідріх Адлер; іншими впливовими лідерами були Макс Адлер, Отто Бауер, Роберт Грімм, Жан Лонге, Джеймс Рамсей Макдональд, Віктор Чернов та Юлій Мартов. В інтернаціоналі був сильний вплив австромарксизму. Офіційним органом був Nachrichten der Internationalen Arbeitsgemeinschaft Sozialistischer Parteien.

## Ідеологія
Перша світова війна розколола Другий інтернаціонал на прихильників підтримки своїх урядів у «боротьбі із зовнішнім ворогом» та противників «світової бійні». Однак останні були також неоднорідні. Розкол був поглиблений реакцією на Жовтневий переворот: праві соціал-демократи виступали проти більшовиків; ліве крило їх вітало; ставлення центристів могло бути амбівалентним.
Останні й заснували Віденський інтернаціонал, який критикував і Другий, і Третій інтернаціонали за догматизм, вимагаючи більше уваги до особливостей політичної ситуації в кожній країні. Допускаючи можливість приходу робітничого класу до влади як шляхом збройного повстання, так і в парламентський спосіб, вони висловлювалися за демократичний соціалізм, проти капіталізму та диктатури. Критикуючи угодовство та соціал-шовінізм правих соціал-демократів, вони не приймали більшовицьке розуміння диктатури пролетаріату та червоний терор. Віденський інтернаціонал відкинув 21 умову для партій, що бажають вступити до Комуністичного інтернаціоналу, але прагнув возз'єднання всіх трьох інтернаціоналів з метою забезпечення єдності міжнародного робітничого руху.

## Розпуск
2—5 квітня 1922 року в Берліні відбулася зустріч делегацій від трьох інтернаціоналів, щоб обговорити можливість злиття. Віденський інтернаціонал висунувши низку вимог до більшовиків, включаючи легалізацію соціалістичних партій та визнання незалежності меншовицької Грузії. Делегація Комінтерну (Микола Бухарін, Карл Радек, Клара Цеткін) погодилася відмовитися від страти лідерів правих есерів, але на подальші поступки не йшла і залишила переговорний процес.
У Німеччині 24 вересня 1922 року НСДПН, одна з основних складових Віденського інтернаціоналу, злилася із Соціал-демократичною партією Німеччини, що входила до Бернського інтернаціоналу (який вважав себе відновленим Другим інтернаціоналом).
Зіткнувшись із непримиренністю Третього інтернаціоналу, у травні 1923 року Бернський та Віденський інтернаціонали на об'єднавчому з'їзді у Гамбурзі утворили єдиний Соціалістичний робітничий інтернаціонал. Проте деякі секції Віденського інтернаціоналу, зокрема румунська, відмовилися увійти до складу нового об'єднання.
У 1930-ті роки була зроблена подібна спроба створити лівосоціалістичний інтернаціонал у формі Лондонського бюро, яке іноді за аналогією називають «Трьохполовинним інтернаціоналом»; у ньому брали участь кілька тих самих партій та осіб.